# Ediciones del Buch der Lieder (Heine)

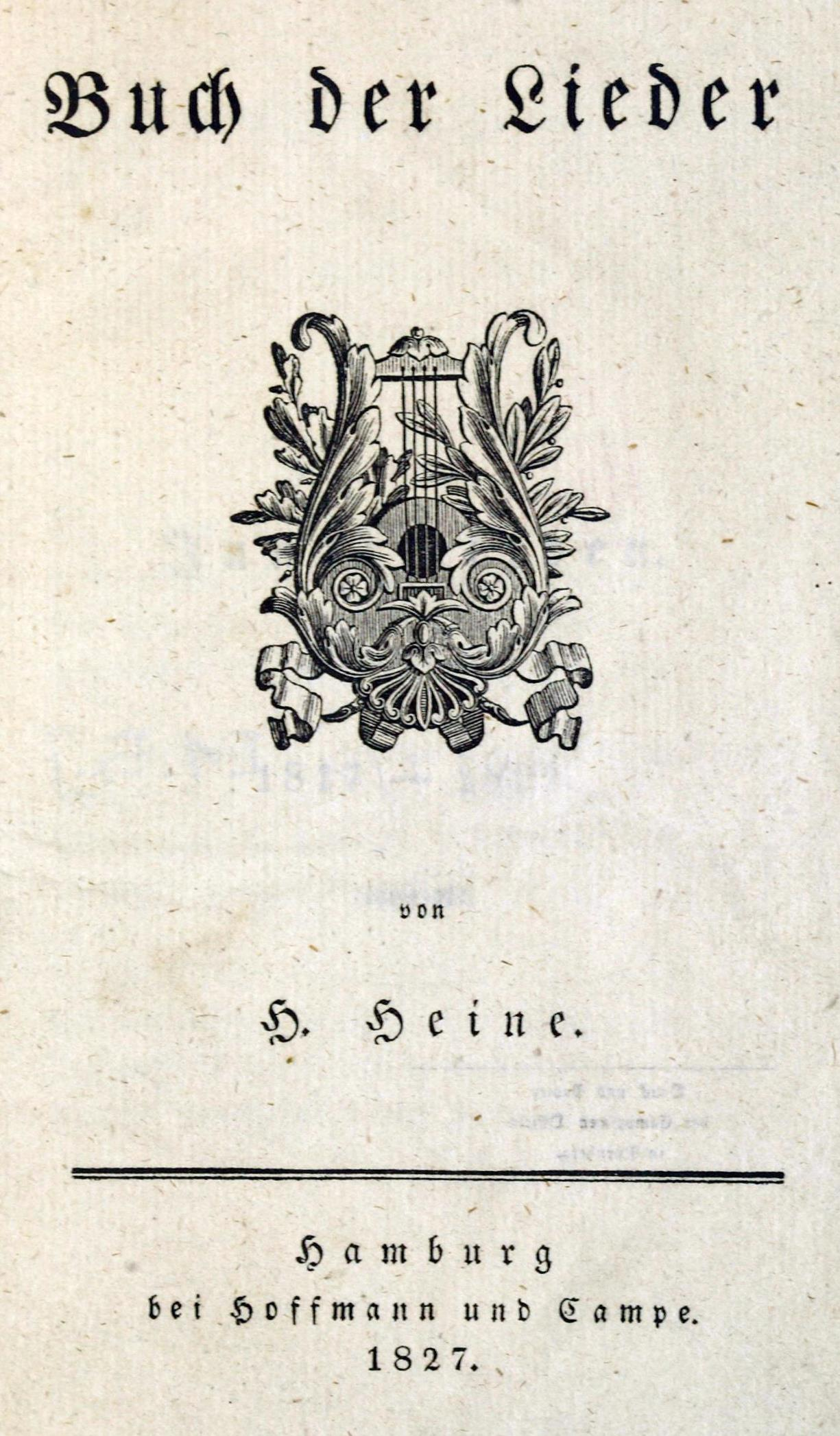
Hoja legal de la primera edición del libro.

El Buch der Lieder –también conocido como Libro de las canciones o Libro de los cantares– del poeta lírico alemán Heinrich Heine fue publicado por primera vez en 1827 en Hamburgo, bajo la editorial Hoffmann und Campe. Ésta daría a conocer otros trabajos relevantes del poeta años más tarde.
El libro de Heine fue un éxito comercial en su tiempo, por lo que se volvió famoso y otras editoriales –y en otras ciudades–, décadas más tarde, también imprimieron los poemas. Sin embargo, bajo Hoffmann und Campe se imprimieron trece ediciones del Buch en vida del autor, de las cuales sólo cinco fueron supervisadas por él, es decir, hasta 1844, y otras más después de la muerte de Heine, ocurrida en 1856. 
Entre los años 1827 y 1877 el texto se editó 45 veces, sumando un total de 200 000 ejemplares en 50 años. Así, el Buch der Lieder resultó ser uno de los libros de poesía más impresos y vendidos del ámbito germanoparlante.
Al principio Julius Campe, su editor, estaba en contra de la publicación del libro, pero luego se convenció de ello. Heine le cedió todos los derechos por cincuenta "Luis d’or", por lo que este en el futuro no gozaría de las ganancias obtenidas por el libro. Tales, sin embargo, podían haberle ayudado a sobrellevar su mala situación económica durante su exilio en París.

## Ediciones en vida de Heine
| N.º de edición | Año  | Observaciones                                                        |
| -------------- | ---- | -------------------------------------------------------------------- |
| 1.ª            | 1827 |                                                                      |
| 2.ª            | 1837 | Se le añade por primera vez un prólogo                               |
| 3.ª            | 1839 | Prólogo a la tercera edición                                         |
| 4.ª            | 1841 |                                                                      |
| 5.ª            | 1844 | Prólogo a la quinta edición. Última edición bajo el cuidado de Heine |
| 6.ª            | 1847 |                                                                      |
| 7.ª            | 1849 |                                                                      |
| 8.ª            | 1851 |                                                                      |
| 9.ª            | 1851 | Edición en miniatura.                                                |
| 10.ª           | 1852 | Edición en miniatura.                                                |
| 11.ª           | 1853 | Edición en miniatura.                                                |
| 12.ª           | 1854 | Edición en miniatura.                                                |
| 13.ª           | 1855 | Edición en miniatura.                                                |

## Primeras ediciones

### Primera edición (1827)

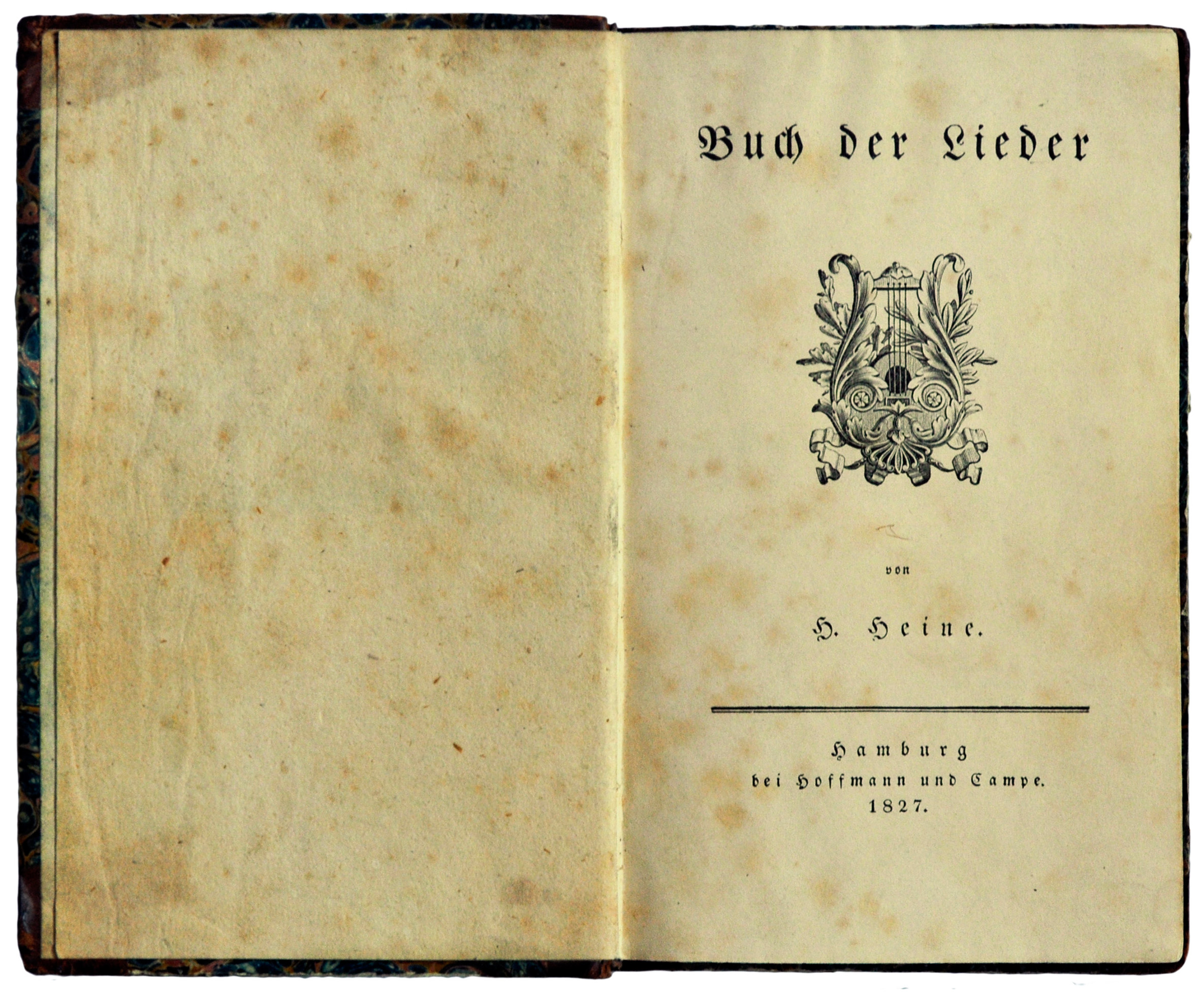
Edición príncipe del Buch der Lieder.

La edición príncipe del Buch der Lieder apareció en 1827 bajo la firma de Hoffmann und Campe e impresa en la ciudad de Hamburgo. La publicación fue en octavo, en papel blanco y grueso de buena calidad, con 372 páginas y su tipografía era gótica de estilo Fraktur decimonónico  –como había sido lo usual en las imprentas germanas hasta el siglo XX–, aunque en cada una de las ediciones posteriores los caracteres góticos fueron cambiando, tornándose unas veces más gruesas y/o redondas que otras.
Al parecer, su encuadernación –la cual fue hecha con hilos– tuvo variantes: se conoce una versión con solapas de cartón, cuya portada es similar a la hoja legal del libro, sin embargo, hay un marco de flores a su alrededor. Otros diseños sugieren que hubo encuadernaciones sencillas en piel, es decir, sin decoraciones en las cubiertas ni en el lomo, pero probablemente eso fue a gusto del propietario del libro. La razón de la sencillez del tomo se debe a dos razones: en primer lugar, porque no se sabía si iba a ser trascendente; y segundo, porque, como Heine dice en una carta, el autor deseaba que fuera asequible.
La caja del texto es muy reducida, pues al ser poesía lo que se está publicando, el espacio es adecuado al tamaño de los versos, los cuales son muy breves –cuatro líneas por párrafo–. Los márgenes superior e inferior son muy amplios, mientras que los izquierdo y derecho son más reducidos. Algunas páginas están decoradas con elegantes membretes floreados que marcan el inicio y fin de cada uno de los poemas. En suma, el diseño editorial es importante por dos razones: para facilitar la lectura y para otorgarle elegancia al libro. Sólo en algunos casos, en el margen superior aparecen adornos con hojas, mismos que sirven como indicador para diferenciar los apartados entre poemas.

#### Hoja legal
La portada, en términos generales, es muy austera, pues no tiene marcos exuberantes que lo adornen ni imágenes robustas. El título tiene letras góticas grandes en la parte superior de la hoja y su adecuado tamaño y grosor son muy visibles. Sin embargo, en la portada, el centro de atención es la imagen de una lira adornada con hojas de laurel y unas cintas, misma se encontrará en ediciones posteriores. Debajo de ella, se encuentra el nombre del autor, el cual está abreviado –sólo dice H. Heine– y apenas es perceptible debido a la delgadez de la fuente. En la parte inferior de la hoja aparecen los datos de la edición, es decir, el lugar (Hamburgo), la editorial (Hoffmann und Campe) y el año (1827).  La impresión y el papel provenían de la imprenta de Campe en Núremberg.

#### Dedicatorias

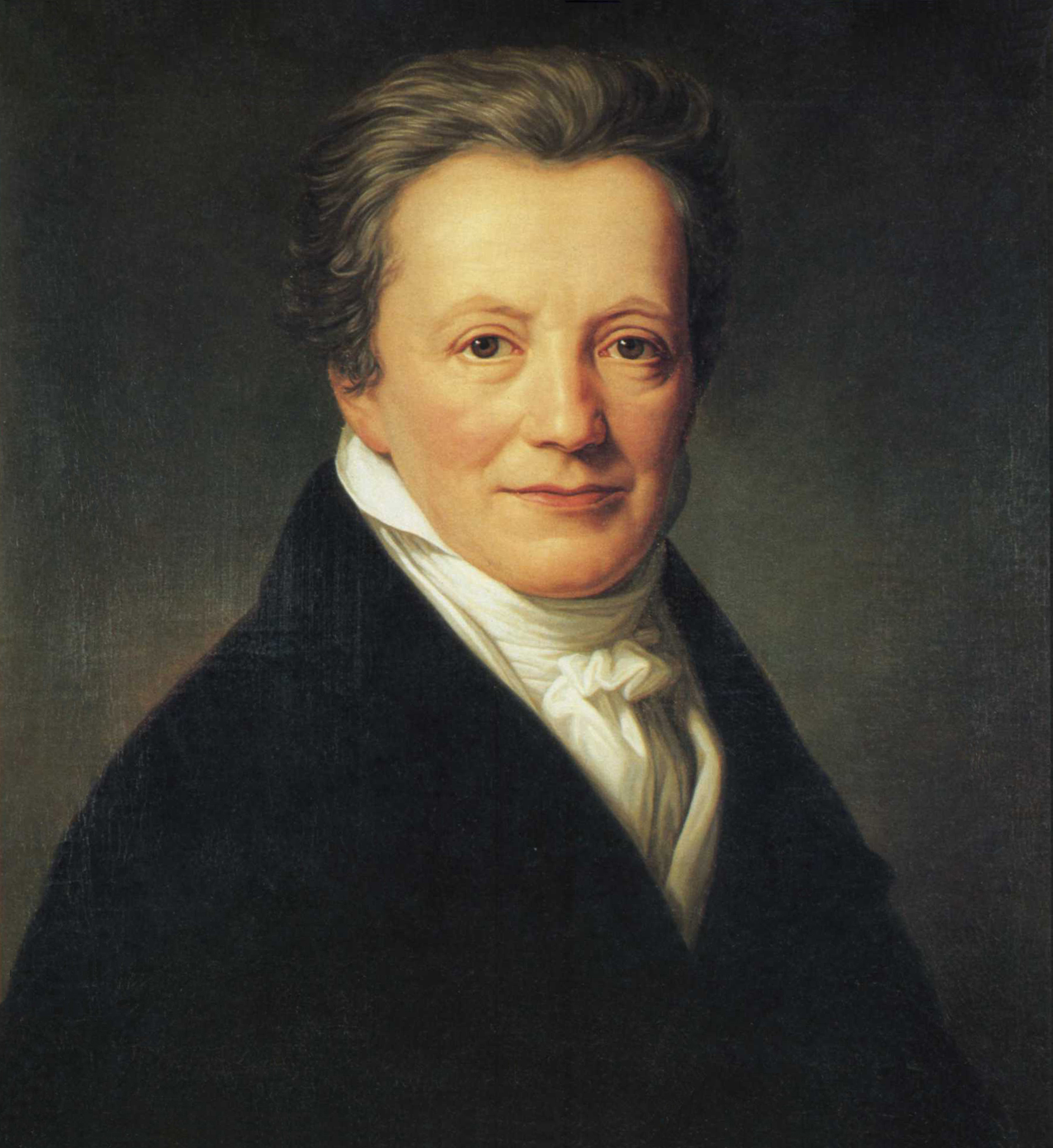
Salomón Heine, tío del poeta.

Esta edición se caracteriza por tener tres dedicatorias, cada una dedicada por el autor a: Salomon Heine, su tío paterno; a Friedrike Varnhagen von Ense, una amiga suya; y a otro de sus amigos, Friedrich Merckel.  
las cuales serán suprimidas a partir de la segunda edición por el autor, debido a “razones de espacio”, ya que, según él, ha mejorado algunos de los versos de la primera parte.

##### Venta
Esta primera edición al principio no tuvo mucho éxito entre los lectores, pues en diez años sólo se vendieron 2 000 ejemplares. La razón se debe a que el estilo irónico de Heine no gustaba al público burgués, ya que pensaban que el autor le había quitado el tono serio y solemne a los típicos sentimientos románticos que sus predecesores habían cultivado.  Sin embargo, el éxito vendría años después, cuando salió al mercado la segunda edición corregida.

#### Edición facsimilar
En 1921 apareció una edición facsimilar de esta primera versión organizada por la desaparecida editorial Verlage Oesterheld & Co., asentada en Berlín. El tiraje se limitó a 500 ejemplares enumerados, según se ve en el colofón, y fue imprimida en Leipzig, en la imprenta Spamersche Buchdruckerei.

### Segunda edición (1837)
La segunda edición, aparecida en 1837, cuenta por primera vez con un prólogo, en el cual el autor da cuenta de la conmemoración de los primeros diez años desde que apareció el Buch der Lieder. En el prólogo a esta edición, el cual fue escrito en París en la primavera de ese mismo año –es decir, cuando Heine se encontraba exiliado en Francia por razones políticas–, el autor confiesa las trivialidades a las que se enfrentó en la realización de esa entrega. Asimismo expresa su decisión de modificar algunos de sus versos, pues se da cuenta de su madurez –entonces él ya tenía 40 años de edad–:
Entrego a los lectores esta nueva edición del libro con cierto azoramiento. Hice de tripas corazón y vacilé casi un año entero antes de decidirme a repasarla someramente. Al verla, se despertó todo aquel malestar que, diez años atrás, me había oprimido el pecho con motivo de su primera publicación. Sólo el poeta o el poetastro que ve impresos sus primeros poemas puede comprender esta sensación. ¡Los primeros poemas! Han de escribirse en hojas sencillas y desvaídas; […] Pero los primeros versos estampados […] han perdido su dulcísimo encanto virgíneo y producen un tremendo disgusto en el autor.
El libro nuevamente sería impreso en octavo, con tipografía gótica Fraktur con encuadernación sencilla de piel, papel blanco de buena calidad y con tipografía gótica –diseño que conservará durante los siguientes años, hasta la aparición de la versión lujosa en miniatura–, sin embargo, el número de páginas se verá reducido, ya que sólo aparecen 364. Lo anterior se debe a que fueron suprimidas las dedicatorias, como ya se ha mencionado, y en ediciones posteriores se mantendrá más o menos igual ese mismo número. Igualmente, se suprimirían algunos adornos en los membretes que aparecieron en la primera edición.
A partir de la segunda edición por vez primera el Buch der Lieder es concebido como una obra importante, aunque no tanto como se verá después, por lo que es anunciada en otros libros de Heine –y de otros autores– como parte de un índice publicitario.
Asimismo, en la hoja legal se ve un ligero cambio, pues también se publica el domicilio de la editorial –si bien las oficinas estaban establecidas en Hamburgo– en la que se editó el libro, a saber, en “Paris chez Eugéne Renduel rue Christine No. 3”. Cabe mencionar, que es la única edición en la que aparece esa dirección, pues el asentamiento cambia, aunque seguirán establecidos en París.
La impresión del libro se llevó a cabo en la imprenta de Heinrich Brill, en la ciudad alemana de Darmstadt.

#### Ediciones del texto
En cuanto al texto, en la segunda edición hay algunas continuidades de la primera versión, sin embargo, también hay cambios significativos que se mantuvieron permanentemente. El autor hizo modificaciones a varios de los poemas de la primera parte (Junge Leiden), como bien expresa en el prólogo, aunque no son graves alteraciones. A continuación se presentan algunas variaciones como ejemplo:

### Tercera edición (1839)

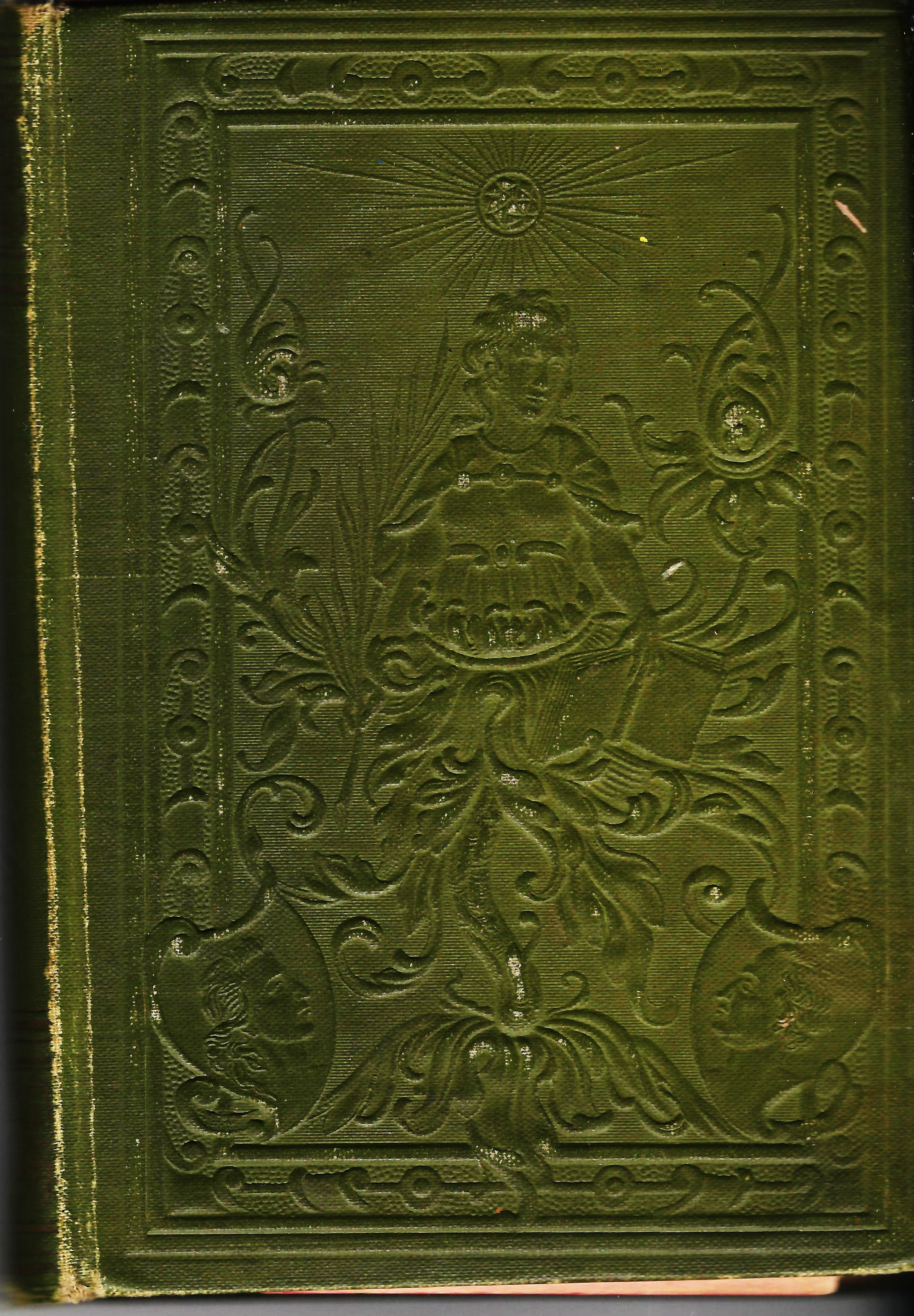
Cubierta de un ejemplar de la tercera edición de 1839.

La tercera edición cuenta por primera vez con un prólogo versificado –también es incluido el de la edición anterior–, seguido de unas palabras en prosa, en las que Heine explica que nuevamente ha hecho un retoque a sus versos.  Además, utiliza el recurso retórico de la falsa humildad, dedicándole algunas palabras al dios griego Febo Apolo:
"¡Oh, Febo Apolo! Me perdonarás de buen grado si estos versos son malos… pues eres un dios omnisciente y sabes muy bien por qué no he podido dedicarme preferentemente al metro y la consonancia de las palabras. Sabes por qué, de pronto, la llama que antes deleitaba al mundo con brillantes fuegos artificiales había de emplearse para incendios mucho más graves…"
El prólogo fue escrito nuevamente en París el 20 de febrero de 1839.  La impresión del texto se llevó a cabo en la imprenta de Phillip Reclam jun. (hijo) en la ciudad de Leipzig.
Las encuadernaciones empiezan a ser mejor elaboradas, como se aprecia en la imagen de la izquierda, –pastas de cartón con imágenes en bajorrelieve–. Mas eso no afecta el precio del libro, ya que seguirá siendo el mismo (1 tálero, 12 céntimos), como se aprecia en el índice publicitario de la cuarta edición.
Los cambios físicos en realidad fueron pocos, pero significativos: es agregada por primera vez una página con el título del libro que precede a la hoja legal. Y aunque el libro continuó con el mismo formato físico que las dos ediciones previas –en octavo, papel resistente, encuadernado con hilos, etc.–, su tipografía gótica es más redondeada y gruesa, al igual que la caja del texto. La diferencia en la tipografía puede notarse con claridad en la hoja legal, la cual es estéticamente más armoniosa que las de la primera y segunda ediciones, efecto ocasionado por las curvas en el título y las decoraciones del texto. Por último, el número de páginas es de 362, más otras 13 que contienen los prólogos.

### Cuarta edición (1841)
Esta versión no estuvo al cargo de Heine, y se disculpará por ello en el prólogo de la siguiente edición. El libro no presenta grandes variaciones físicas en comparación con la tercera edición, ni en tipografía ni diseño, tan sólo algunas erratas –por ejemplo en la página 362 el número tiene “262”. Sólo cabe decir que ésta será la última impresión con la lira en la hoja legal, que es idéntica a la de su predecesora.

### Quinta edición (1844)
Ésta es la última edición a cargo del autor y a partir de entonces, el Buch der Lieder ya no contará con grandes cambios en sus versos en el futuro. Es en ésta en donde Heine hizo algunas modificaciones debido a la censura,  la cual se derivó por la polémica publicación de otra de sus obras importantes en ese mismo año: Deutschland. Ein Wintermärchen, un poema satírico con fuertes críticas al gobierno prusiano, lo que provocó que sus libros fueran prohibidos en varias partes de Alemania.

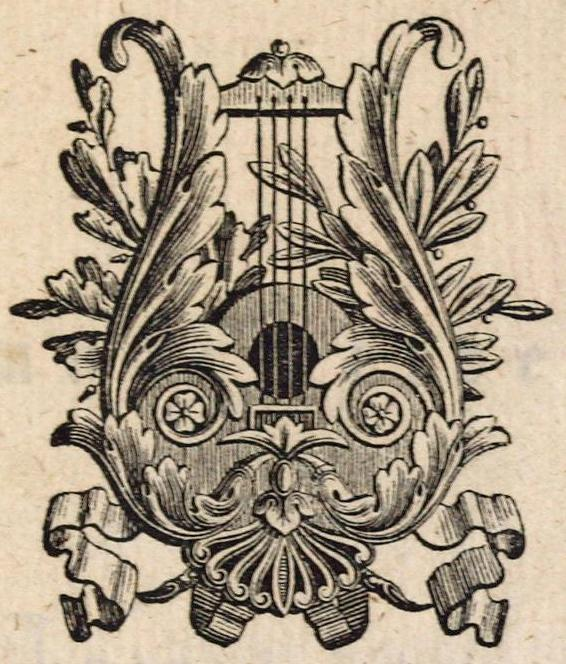
La imagen de la lira sería incluida hasta la cuarta edición, en 1841.

Se incluye un breve prólogo a dicha edición, el cual fue escrito en Hamburgo el 21 de agosto de 1844, en el que Heine se disculpa por no haber dedicado “especial cuidado a la cuarta edición de este libro que se imprimió sin previo aviso.” Asimismo, se da a conocer la aparición de una nueva antología poética titulada Neue Gedichte (Nuevas poesías) –igualmente publicada bajo Hoffmann und Campe– que, a juicio del autor, puede considerársele como una segunda parte del Buch der Lieder. Adicionalmente, se incluyen los prólogos de la segunda y tercera ediciones, sumando el libro un total de 377 páginas.
A partir de esta edición, en la hoja legal deja de aparecer la imagen de la lira que había caracterizado al libro, teniendo en su lugar a una portada más sencilla, la cual seguirá así en las ediciones posteriores, incluso en las ediciones en miniatura. Igualmente ahí se muestra el nuevo domicilio de la editorial, ubicado en “Paris, chez J.J. Dubochet” et Cie, rue de Seine, 33”, el cual aparecerá consecutivamente en las siguientes ediciones.
Pese a la fama ya consolidada del autor, el libro de Heine no había subido mucho de precio, pues éste costaba 1 tálero con 12 céntimos (1 Reichsthaler, 12 Silbergroschen), como lo muerta el índice publicitario de otras de sus obras, en 1844.

## Ediciones posteriores

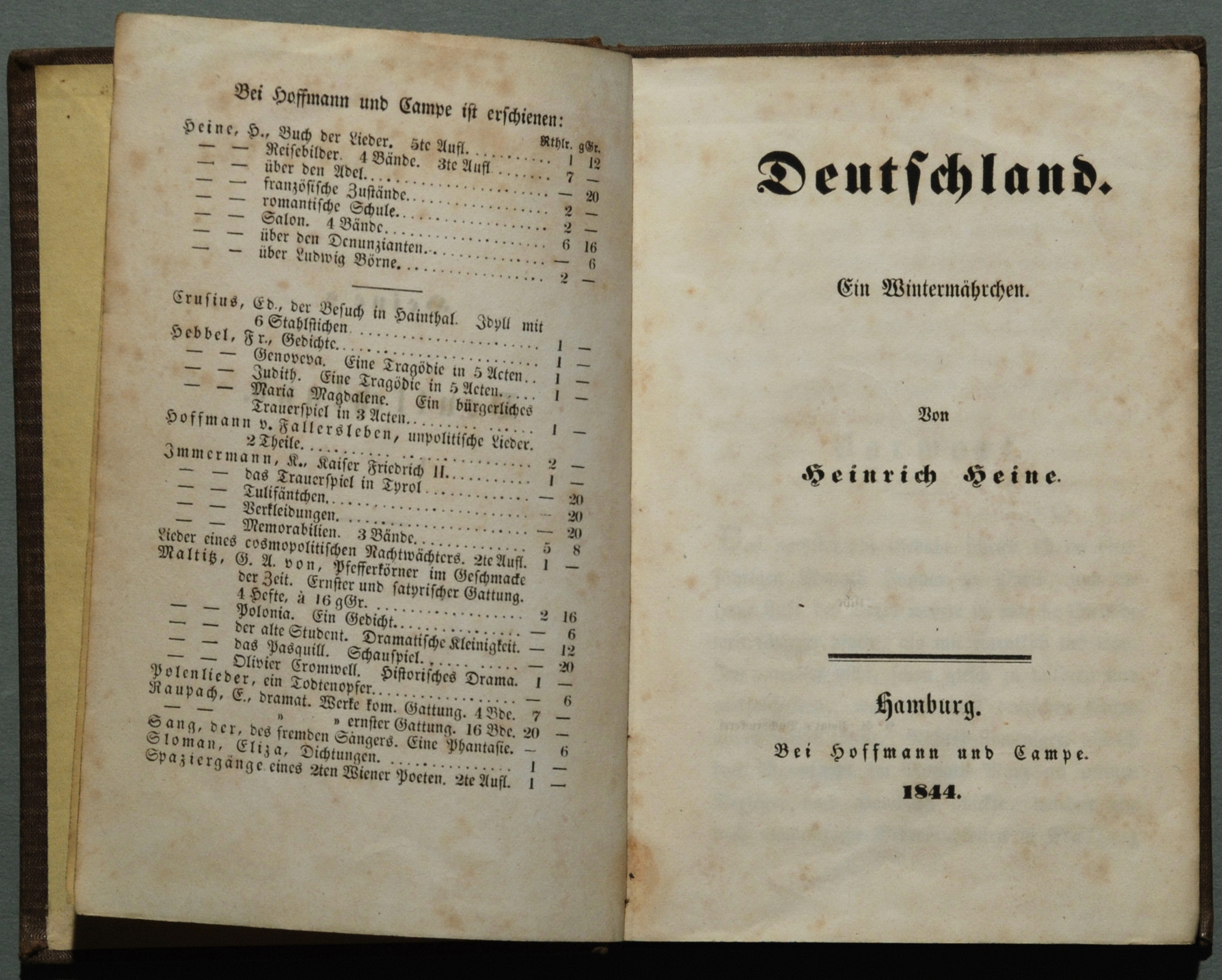
Índice publicitario que muestra el precio del Buch der Lieder en su 5.ª edición en 1844.

Entre 1847 y 1855 se publicaron otras ocho ediciones, mismas que el autor ya no supervisó. De ahí en adelante, los siguientes ejemplares, en general, empezaron a tener una mejor presentación para su venta, ya que el Buch der Lieder entonces ya era muy conocido. Basta con ver la aparición de ediciones con miniaturas,  encuadernaciones más finas y con diseños en las cubiertas con el perfil de Heine, liras o adornos florales.
El texto ya no sería alterado, mas en estas ediciones empiezan a aparecer índices generales de la obra para localizar con mayor facilidad los poemas.
Si bien ya se había hecho con anterioridad aunque no formalmente, en 1861, una vez que Heine ha muerto, Adolf Strodtmann empieza a hacer por primera vez una compilación legal de las obras completas del autor, cuya tarea concluye en 1863, agrupándolas en 21 tomos. Algunos años más tarde, en los años 1869 y 1884 aparecen dos volúmenes suplementarios con textos inéditos.

### Ediciones en miniatura
Se tiene registro de la publicación de versiones en miniatura, las cuales empezaron a salir al mercado a partir de la 9.ª edición en 1851. Estas ediciones respetaban la integridad del texto de la de la 5.ª edición, mas tenían una mejor presentación en la encuadernación en comparación con las versiones más sencillas, o se incluía alguna imagen seguida de la hoja legal. Naturalmente esta presentación era más costosa, pues el Buch der Lieder ya era concebida como una obra de colección.

### Actualidad
El 1 de mayo de 1975 Hoffmann und Campe editó el Buch der Lieder en dos tomos como parte de una compilación de obras completas titulada Düsseldorfer Ausgabe (Edición de Düsseldorf), en la que el Buch por primera vez se incluye la versión comparativa de 1844 (5.ª edición) y las versiones individuales que fueron publicadas en periódicos durante la juventud de Heine.
El 14 de febrero de 2015 la empresa Hoffmand und Campe sacó a la venta una edición conmemorativa del Buch der Lieder de 320 páginas, encuadernación de hilo, con solapas de pasta dura y  una caja protectora, además de una versión en e-book. Asimismo, dicha versión cuenta con un epílogo escrito por Jan-Christoph Hauschild.
En la portada se usó la imagen de una guirnalda rodeado de cigüeñas que apareció en una de las ediciones en miniatura de la 20.ª edición, en 1861.